# Hanna Zalewska-Jura
Hanna Zalewska-Jura (ur. 1962) – polska filolog, literaturoznawczyni, dr hab. nauk humanistycznych, profesor nadzwyczajny i kierownik Katedry Filologii Klasycznej Wydziału Filologicznego Uniwersytetu Łódzkiego.

## Życiorys
W maju 1985 uzyskała tytuł magistra za pracę pt. Nurt moralizatorski w archaicznej liryce greckiej Hezjod i Teognis na Uniwersytecie Łódzkim, w 1992 obroniła pracę doktorską Wątki i elementy mityczne w Antologii Palatyńskiej, 13 kwietnia 2007 habilitowała się na podstawie pracy zatytułowanej W rytmie sikinnis. Studium nad warstwą aluzji i podtekstów w greckim dramacie satyrowym. Otrzymała nominację profesorską.
Objęła funkcję profesora nadzwyczajnego oraz kierownika w Katedrze Filologii Klasycznej na Wydziale Filologicznego Uniwersytetu Łódzkiego.

## Odznaczenia i nagrody
- Indywidualna Nagroda JM Rektora Uniwersytetu Łódzkiego (dwukrotnie)[3]
- Złota Odznaka Uniwersytetu Łódzkiego[3]
- Brązowy Krzyż Zasługi[3]
- Srebrny Medal za Długoletnią Służbę[3]